# David Kirkland
David Kirkland, nato David Henry Swim (San Francisco, 26 novembre 1878 – Los Angeles, 27 ottobre 1964), è stato un regista, attore e sceneggiatore statunitense attivo soprattutto all'epoca del muto.

## Biografia
Nato in California nel 1878, David Kirkland iniziò la sua carriera cinematografica come attore, recitando in On the Desert's Edge, un western scritto e prodotto nel 1911 da Gilbert M. 'Broncho Billy' Anderson per l'Essanay Film Manufacturing Company di Chicago.
Nel 1913, Kirkland passò dietro alla macchina da presa, diventando regista. Nella sua carriera avrebbe diretto quarantacinque pellicole e avrebbe interpretato trentadue film. Fu anche sceneggiatore, firmando una dozzina di copioni. Il suo nome appare anche come produttore di un unico film.

## Filmografia

### Regista
- Children of the Forest – cortometraggio (1913)
- That Pair from Thespia  – cortometraggio (1913)
- A Snakeville Courtship  – cortometraggio (1913)
- Dan Cupid: Assayer – cortometraggio (1914)
- At Three O'Clock – cortometraggio (1914)
- In and Out – cortometraggio (1914)
- Ye Olden Grafter – cortometraggio (1915)
- Willful Ambrose – cortometraggio (1915)
- Ambrose's Little Hatchet – cortometraggio (1915)
- Viewing Sherman Institute for Indians at Riverside – cortometraggio (1915)
- The Butler's Busted Romance – cortometraggio (1915)
- The Curse of a Name – cortometraggio (1915)
- The Winning of Miss Construe, co-regia di Robert Z. Leonard – cortometraggio (1916)
- The Crippled Hand, co-regia di Robert Z. Leonard (1916)
- The Woman Who Followed Me, co-regia di Robert Z. Leonard (1916)
- Shooting His 'Art Out – cortometraggio (1916)
- A Milk-Fed Vamp – cortometraggio (1917)
- Her Husband's Wife – cortometraggio (1918)
- A Self-Made Lady – cortometraggio (1918)
- A Temperamental Wife (1919)
- A Virtuous Vamp (1919)
- Nothing but the Truth (1920)
- In Search of a Sinner (1920)
- The Love Expert (1920)
- The Perfect Woman (1920)
- The Rowdy (1921)
- Barefoot Boy (1923)
- For Another Woman (1924)
- The Tomboy (1924)
- Who Cares
- All Around Frying Pan (1925)
- The Smash-Up, co-regia di Craig Hutchinson – cortometraggio (1925)
- The Tough Guy (1926)
- Hands Across the Border (1926)
- The Two-Gun Man (1926)
- A Regular Scout (1926)
- Uneasy Payments (1927)
- Yours to Command
- The Gingham Girl
- The Candy Kid (1928)
- Riders of the Cactus (1931)
- Flying Lariats
- Alma de México
- Pecados de amor
- El impostor (1937)

### Sceneggiatore
- At Three O'Clock, regia di David Kirkland – cortometraggio (1914)
- The Winning of Miss Construe, regia di David Kirkland, Robert Z. Leonard – cortometraggio (1916)
- Nothing But the Truth
- At the Sign of the Jack O'Lantern, regia di Lloyd Ingraham (1922)
- The Ladder Jinx, regia di Jess Robbins (1922)
- The Veiled Woman, regia di Lloyd Ingraham (1922)
- All Around Frying Pan, regia di David Kirkland (1925)
- A Regular Scout, regia di David Kirkland (1926)
- The Gingham Girl
- The Candy Kid, regia di David Kirkland - didascalie (1928)
- Riders of the Cactus, regia di David Kirkland (1931)
- So This Is Arizona, regia di J.P. McGowan (1931)

### Attore
- On the Desert's Edge, regia di Gilbert M. 'Broncho Billy' Anderson – cortometraggio (1911)
- Broncho Billy's Love Affair, regia di Gilbert M. 'Broncho Billy' Anderson – cortometraggio (1912)
- The Sheriff's Inheritance, regia di Arthur Mackley – cortometraggio (1912)
- Broncho Billy's Gun Play, regia di Gilbert M. 'Broncho Billy' Anderson – cortometraggio (1913)
- The Sheriff's Story, regia di Arthur Mackley – cortometraggio (1913)
- The Ranchman's Blunder, regia di Arthur Mackley – cortometraggio (1913)
- The Crazy Prospector, regia di Gilbert M. 'Broncho Billy' Anderson – cortometraggio (1913)
- The Spirit of the Flag, regia di Allan Dwan – cortometraggio (1913)
- Alkali Ike and the Hypnotist, regia di Gilbert M. 'Broncho Billy' Anderson – cortometraggio (1913)
- The Life We Live, regia di Arthur Mackley – cortometraggio (1913)
- The Powder Flash of Death, regia di Allan Dwan – cortometraggio (1913)
- The Picket Guard, regia di Allan Dwan – cortometraggio (1913)
- Mental Suicide, regia di Allan Dwan – cortometraggio (1913)
- Alkali Ike's Gal, regia di Jess Robbins – cortometraggio (1913)
- Why Broncho Billy Left Bear Country, regia di Gilbert M. 'Broncho Billy' Anderson (1913)
- Broncho Billy Gets Square, regia di Gilbert M. 'Broncho Billy' Anderson – cortometraggio (1913)
- The End of the Circle, regia di Jess Robbins – cortometraggio (1913)
- Children of the Forest, regia di David Kirkland – cortometraggio (1913)
- Broncho Billy's Christmas Deed, regia di Gilbert M. 'Broncho Billy' Anderson – cortometraggio (1913)
- The Awakening at Snakeville, regia di Jess Robbins – cortometraggio (1914)
- The Hills of Peace, regia di Lloyd Ingraham – cortometraggio (1914)
- The Cast of the Die, regia di Jess Robbins – cortometraggio (1914)
- Italian Love – cortometraggio (1914)
- Dan Cupid: Assayer, regia di David Kirkland – cortometraggio (1914)
- The Siren, regia di Wallace Reid – cortometraggio (1914)
- The Den of Thieves, regia di Wallace Reid – cortometraggio (1914)
- Hypnotic Power– cortometraggio (1914)
- The Love Expert, regia di David Kirkland (1920)
- Furore (The Grapes of Wrath), regia di John Ford (1940)
- La grande missione (Brigham Young), regia di Henry Hathaway (1940)
- The Mayor of 44th Street, regia di Alfred E. Green (1942)
- Questa terra è mia (This Land Is Mine), regia di Jean Renoir (1943)